# Austrian International 2010
Die Austrian International 2010 fanden vom 24. bis 27. Februar zum 2010 in Wien statt. Das Preisgeld betrug 15.000 US-Dollar, was dem Turnier zu einem BWF-Level von 4A verhalf. Der Referee war Dirk Kellermann aus Deutschland. Es war die 39. Austragung dieser offenen internationalen Meisterschaften von Österreich im Badminton.

## Austragungsort
- Wiener Stadthalle B, Vogelweidplatz 14

## Sieger und Platzierte
| Disziplin    | Gold                               | Silber                         | Bronze                               |
| ------------ | ---------------------------------- | ------------------------------ | ------------------------------------ |
| Herreneinzel | Andre Kurniawan Tedjono            | Matthieu Lo Ying Ping          | Brice Leverdez                       |
| Herreneinzel | Andre Kurniawan Tedjono            | Matthieu Lo Ying Ping          | Raul Must                            |
| Dameneinzel  | Fransisca Ratnasari                | Petya Nedelcheva               | Tamaki Fujii                         |
| Dameneinzel  | Fransisca Ratnasari                | Petya Nedelcheva               | Susan Egelstaff                      |
| Herrendoppel | Viki Indra Okvana Ardiansyah Putra | Andrew Ellis Dean George       | Laurent Constantin Sébastien Vincent |
| Herrendoppel | Viki Indra Okvana Ardiansyah Putra | Andrew Ellis Dean George       | Marcus Ellis Peter Mills             |
| Damendoppel  | Rie Eto Yu Wakita                  | Naoko Fukuman Minatsu Mitani   | Anna Kobtseva Elena Prus             |
| Damendoppel  | Rie Eto Yu Wakita                  | Naoko Fukuman Minatsu Mitani   | Jillie Cooper Emma Mason             |
| Mixed        | Valeriy Atrashchenkov Elena Prus   | Stilijan Makarski Diana Dimova | Anthony Dumartheray Sabrina Jaquet   |
| Mixed        | Valeriy Atrashchenkov Elena Prus   | Stilijan Makarski Diana Dimova | Viki Indra Okvana Gustiani Megawati  |

## Finalergebnisse
| Disziplin    | Sieger                             | Finalist                      | Ergebnis          |
| ------------ | ---------------------------------- | ----------------------------- | ----------------- |
| Herreneinzel | Andre Kurniawan Tedjono            | Matthieu Lo Ying Ping         | 21:12 21:11       |
| Dameneinzel  | Fransisca Ratnasari                | Petya Nedelcheva              | 21:15 18:21 21:14 |
| Herrendoppel | Viki Indra Okvana Ardiansyah Putra | Andrew Ellis Dean George      | 21:17 21:23 28:26 |
| Damendoppel  | Rie Eto Yu Wakita                  | Naoko Fukuman Minatsu Mitani  | 21:14 21:10       |
| Mixed        | Valeriy Atrashchenkov Elena Prus   | Stilian Makarski Diana Dimova | 24:26 21:17 21:17 |